# Eosentomon mexicanum
Eosentomon mexicanum är en urinsektsart som beskrevs av Filippo Silvestri 1909. Eosentomon mexicanum ingår i släktet Eosentomon och familjen trakétrevfotingar. Inga underarter finns listade i Catalogue of Life.